# Gustave Laporte
Gustavus Augustus Constantinus „Gustaaf” Laport, znany również jako Gustaaf Laport lub Gustave Laporte, (ur. 17 lutego 1909 w Deurne, zm. 8 kwietnia 1988 w Bonheiden) – belgijski zapaśnik walczący w stylu wolnym. Olimpijczyk z Berlina 1936, gdzie zajął ósme miejsce w wadze koguciej.

## Turniej wBerlinie 1936
| Konkurencja      | Walki                | Walki               | Walki                    | Klas. końcowa |
| Konkurencja      | Przeciwnik I         | Przeciwnik II       | Przeciwnik III           | Miejsce       |
| ---------------- | -------------------- | ------------------- | ------------------------ | ------------- |
| 56 kg styl wolny | Ödön Zombori (HUN) P | Antonín Nič (CSK) Z | Johannes Herbert (GER) P | 8.            |